# كينيدي ليندسي
كينيدي ليندسي (بالإنجليزية: Kennedy Lindsay)‏ هو سياسي بريطاني (وحمل سابقاً جنسية المملكة المتحدة لبريطانيا العظمى وأيرلندا)، ولد في 1924 في ساسكاتشوان في كندا، وتوفي في 1997. حزبياً، نشط في United Ulster Unionist Party ‏. في الانتخابات البرلمانية في أيرلندا الشمالية 1973 ‏، انتخب عضو برلمان أيرلندا الشمالية 1973-1974 وقد انضم خلال فترته النيابية ‏  للكتلة البرلمانية الحزب التقدمي الوحدوي الطليعي ‏.